# Central (Botswana)
Central är det största distriktet i Botswana, och det folkrikaste med drygt en halv miljon invånare. Huvudort är Serowe. Landytan är 147 730 km² och befolkningstätheten 3,81 invånare/km²
I Central har bamangwatofolket sitt traditionella hemland.
Central gränsar till både Zimbabwe och Sydafrika, samt till distrikten Chobe, Northeast, Kgatleng, Kweneng, Ghanzi och Northwest. 